# Володимир Апхазава
Володимир Апхазава (груз. ვლადიმერ აფხაზავა; нар. 9 січня 1976) – грузинська вчителька.
У 1993 році Володимир Апхазава закінчив Нігвзіанську середню школу. З 2010 року працює вчителем громадянської освіти в державній школі Чібаті муніципалітету Ланчхуті. З 2012 року керує невеликим будинком сімейного типу, в якому проживає восьмеро дітей-сиріт.
5 жовтня 2017 року отримав Національну вчительську премію та став першим володарем цієї премії.
13 грудня 2018 року Володимир Апхазава увійшов до списку 50 найкращих викладачів Global Teacher Prize. 21 лютого 2019 року він був номінований серед 10 найкращих викладачів-фіналістів світу.